# Motte féodale de Liers
La motte féodale de Liers est un site classé de la section de Liers faisant partie de la commune de Herstal en Belgique (province de liège). 

## Localisation
La motte castrale se situe dans le centre du village hesbignon de Liers, le long de la route provinciale, en face la maison sise au no 73, et en contrehaut de la place de l'Harmonie. La motte se situe à moins de 40 mètres au nord-est de la chaussée de Brunehaut, antique chaussée romaine de Tongres à Herstal et à une cinquantaine de mètres de l'église Saint-Rémy, autre bien classé.

## Historique
Comme toutes les mottes castrales, celle de Liers a sans doute été érigée pendant le Haut Moyen Âge (entre le Ve et le XIe siècle). Toutefois, lors du classement du site en 1952, le site est mentionné dans son article 1er de l'arrêté royal de classement comme "le tumulus dénommé La Motte, à Liers" laissant penser que cette motte castrale aurait été conçue à partir d'un tumulus gallo-romain préexistant, hypothèse rendue possible vu la proximité avec l'antique chaussée romaine de Tongres à Herstal mais non confirmée. 
Sur cette motte castrale autrefois complètement entourée de douves, un donjon, une forteresse ou un castellum a été érigé. Selon certaines observations qui purent être effectuées vers 1960, les bâtiments s'étendaient sur quelque 28 mètres de long sur 18 mètres de large. Ils n'ont été incendiés et détruits qu'en 1646 par les soudards du roi de France Louis XV, vainqueurs à l'issue de la bataille de Rocourt. Sur la carte Ferraris de 1777, l'édifice (sans doute en ruine) est toujours repris avec des contours précis.
Les ruines ont servi en partie de carrière et même de dépôt d'immondices.

## Description
La motte castrale médiévale se résume aujourd'hui à une butte arborée d'environ six mètres de haut, aplanie en son sommet. Elle possède une base vaguement trapézoïdale quoique arrondie (base d'environ 50 mètres de côté), couvre une superficie au sol d'environ 2 520 m2 et contient un volume estimé à quelque 6 000 m3 hors sol d'origine

## Classement
La motte féodale, route Provinciale est reprise sur la liste du patrimoine immobilier classé de Herstal depuis le 19 mai 1952
.

### Sources et liens externes
- Pierre Wagemans : Histoire de la paroisse Saint-Remy de Liers, La motte de Liers
- (nl) Tripomatic.com